# 质子发射

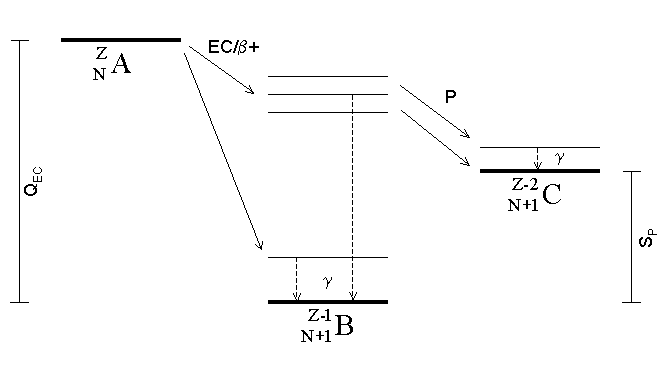
The decay of a proton rich nucleus A populates excited states of a daughter nucleus B by β+ emission or electron capture (EC). Those excited states that lie below the separation energy for protons (Sp) decay by γ emission towards the groundstate of daughter B. For the higher excited states a competitive decay channel of proton emission to the granddaughter C exists, called β-delayed proton emission.

质子发射（也称为质子放射性）是一种放射性衰变类型，其中一个质子被从原子核中发射。质子发射可以发生在一个原子核从高激发态之后的一个β衰变，在这种情况下，该过程被称为β-延迟质子发射，或者，可以发生在一个质子非常丰富的原子核（或低激发态的核同质异能素），在这种情况下，该过程非常类似于α衰变。一个质子为了逃脱原子核，这个质子的分离能必须为负值 - 质子因此在有限时间内能解开束缚和隧道穿出原子核。在天然存在的同位素中质子发射没有被看见过；但是，质子发射器可以通过核反应产生，通常利用某种粒子加速器。
虽然立刻的（即不是beta延迟的）质子发射是早在1969年就从钴-53的一个异构体中被观察到，没有其他的质子发射状态被发现，直到1981年在质子放射性基态的镥-151和铥-147在西德亥姆霍兹重离子研究中心（GSI）的实验中被观察到。在这一突破之后，该领域的研究蓬勃发展，并且到今天为止已发现有超过25种同位素显示出质子发射。质子发射的研究帮助了对于原子核变形，质量和结构的理解，它是量子隧穿效应奇妙的纯粹例子。

## 参看
- 原子核滴线
- 氦的同位素
- 中子发射
- 双质子发射